# Yang Hansen
Yang Hansen (en chino 杨瀚森, Zibo, Shandong, 26 de junio de 2005) es un baloncestista chino que pertenece a la plantilla de los Portland Trail Blazers de la NBA. Con 2,16 metros de estatura, juega en la posición de pívot. 

## Trayectoria deportiva

### Primeros años
Nació el 26 de junio de 2005 en Zibo, provincia de Shandong, y comenzó a jugar al baloncesto de niño. Se unió al club para entrenar en tercer grado de primaria y posteriormente se matriculó en la Escuela Deportiva de Zibo. Alrededor de 2020, por invitación del Club Haitiano Qingdao Guoxin, ingresó en el sistema de entrenamiento juvenil del club.
En 2021, el Qingdao Guoxin Haitian Youth Team derrotó a la escuela secundaria Tsinghua en la final para ganar el Campeonato Nacional Sub-17, y Yang fue nombrado Mejor Jugador Defensivo. En 2022 repitieron título en el Campeonato Nacional Sub-17 y Yang fue nombrado MVP.

### Profesional

#### Qingdao Eagles
Durante la temporada 2023-24 de la CBA, ascendió al primer equipo de los Qingdao Eagles. El 23 de octubre de 2023, debutó como profesional en la primera ronda de la temporada regular contra Beijing Ducks. En el All-Star de esa temporada, Yang fue seleccionado como titular del equipo de la División Norte. Durante su primera temporada, el personal de la NBA visitó el complejo de entrenamiento de Qingdao en múltiples ocasiones para observar al jugador, pero finalmente decidió no participar en el draft de la NBA de 2024. Yang fue nombrado Novato del Año y Jugador Defensivo del Año después de la temporada, después de promediar 16,6 puntos, 10,5 rebotes y 3 asistencias.

#### Portland Trail Blazers
El 25 de junio de 2025 fue elegido en la decimosexta posición del Draft de la NBA por los Memphis Grizzlies. Sin embargo, más tarde sus derechos de draft serían transferidos a los Portland Trail Blazers, junto con futuras consideraciones del draft, a cambio de los derechos sobre Cedric Coward. Se convirtió en el noveno jugador chino en ser seleccionado para la NBA. Es la elección más alta del draft chino desde Yi Jianlian en 2007, y la tercera elección más alta del draft de China en la historia.

## Estadísticas

### CBA

#### Temporada regular
| Año     | Equipo  | PJ | PT | MPP  | %TC  | %3P  | %TL  | RPP  | APP | ROB | TPP | PPP  |
| ------- | ------- | -- | -- | ---- | ---- | ---- | ---- | ---- | --- | --- | --- | ---- |
| 2023-24 | Qingdao | 51 | 51 | 33.8 | .554 | .226 | .623 | 10.8 | 3.9 | 0.7 | 2.2 | 15.0 |
| 2024-25 | Qingdao | 45 | 45 | 33.2 | .586 | .333 | .671 | 10.5 | 3.0 | 1.0 | 2.6 | 16.6 |
| Total   | Total   | 96 | 96 | 33.5 | .569 | .291 | .647 | 10.7 | 3.5 | 0.9 | 2.4 | 15.8 |

#### Playoffs
| Año     | Equipo  | PJ | PT | MPP  | %TC  | %3P  | %TL  | RPP  | APP | ROB | TPP | PPP  |
| ------- | ------- | -- | -- | ---- | ---- | ---- | ---- | ---- | --- | --- | --- | ---- |
| 2023-24 | Qingdao | 2  | 2  | 42.5 | .333 | .000 | .667 | 13.5 | 2.0 | 1.5 | 3.0 | 8.0  |
| 2024-25 | Qingdao | 8  | 7  | 34.6 | .667 | .000 | .719 | 7.3  | 1.6 | 0.4 | 3.1 | 13.4 |
| Total   | Total   | 10 | 9  | 36.2 | .600 | .000 | .709 | 8.5  | 1.7 | 0.6 | 3.1 | 12.3 |